# Alberto Bonucci
Alberto Bonucci, né à Campobasso le 19 mai 1918 et mort à Rome le 5 avril 1969, est un acteur italien.

## Filmographie partielle
- 1950 : Les Feux du music-hall (titre original: Luci del varietà) de Federico Fellini et Alberto Lattuada
- 1952 : 
  - Totò a colori de Steno
  - Solo per te Lucia de Franco Rossi
- 1953 : Les Amants de Villa Borghese de Vittorio De Sica et Gianni Franciolini
- 1954 : Le Carrousel fantastique (titre original : Carosello napoletano) de Ettore Giannini
- 1956 :  Lo svitato de Carlo Lizzani
- 1957 :  
  - Susanna tutta panna de Steno
  - Femmine tre volte de Steno

- 1958 : Ladro lui, ladra lei de Luigi Zampa
- 1959 : 
  - Roulotte e roulette de Turi Vasile
  - La terreur de l'Oklahoma (titre original : Il terrore dell'Oklahoma) de Mario Amendola
  - L'Homme aux cent visages  (titre original : Il mattatore) de Dino Risi
- 1959 : Un mandarino per Teo de Mario Mattoli
- 1960 :
  - Le signore de Turi Vasile
  - Et mourir de plaisir de Roger Vadim
- 1961 : 
  - Walter e i suoi cugini de Marino Girolami
  - Scandali al mare de Marino Girolami
  - Pugni, pupe e marinai de Daniele D'Anza
  - Le Jugement dernier (titre original : Il giudizio universale) de Vittorio De Sica
  - Le magnifiche 7 de Marino Girolami
- 1962 : 
  - Twist, lolite e vitelloni de Marino Girolami
  - I tromboni di Fra' Diavolo de Giorgio Simonelli et Miguel Lluch
  - Un beau châssis (titre original : I motorizzati) de Camillo Mastrocinque
- 1963 : 
  - Siamo tutti pomicioni de Marino Girolami
  - Le monachine de Luciano Salce
  - La donna degli altri è sempre più bella de Marino Girolami
  - Le Quatrième Mousquetaire (I quattro moschettieri) de Carlo Ludovico Bragaglia
- 1964 : 
  - Sedotti e bidonati de Giorgio Bianchi
  - Oltraggio al pudore de Silvio Amadio
  - La baronne s'en balance (La vedovella) de Silvio Siano
  - Un mostro e mezzo de Steno
- 1965 :  
  - Questo pazzo, pazzo mondo della canzone, regia di Bruno Corbucci e Giovanni Grimaldi
  - Letti sbagliati de Steno
  - I figli del leopardo de Sergio Corbucci
    - Sept Hommes en or (Sette uomini d'oro) de Marco Vicario
- 1966 : 
  - 7 monaci d'oro) de  Marino Girolami
  - Mondo pazzo... gente matta! de Renato Polselli
  - On a volé la Joconde (film) (titre original : Il ladro della Gioconda), regia di Michel Deville
- 1967 : La Mégère apprivoisée (titre original : La bisbetica domata) de Franco Zeffirelli